# Gonatocerus haeckeli
Gonatocerus haeckeli är en stekelart som beskrevs av Girault 1912. Gonatocerus haeckeli ingår i släktet Gonatocerus och familjen dvärgsteklar. Inga underarter finns listade i Catalogue of Life.